# Eupithecia otiosa
Eupithecia otiosa är en fjärilsart som beskrevs av András Vojnits 1981. Eupithecia otiosa ingår i släktet Eupithecia och familjen mätare. Inga underarter finns listade i Catalogue of Life.